# 沙茶面
沙茶面是厦门當地的一種汤面，厦门人將沙茶酱熬成沙茶汤，再加入油麵以及豆芽、猪肝等辅料。
1997年12月11日，厦门市吴再添沙茶面被认定为首届中华名小吃之一。“乌糖”、“四里”、“大中”和“1980烧肉粽”这四家主营沙茶面的小吃店被誉为厦门沙茶面四绝。

## 起源
厦门沿海地区是华侨的主要祖籍地之一。沙茶始源于马来西亚，也有来自印尼一说。厦门人将马来语的satay（烤肉串，配以马来沙茶酱）音译做闽南语的沙茶（sa-te）。

## 做法
將面条放入笊篱下开水锅烫熟，捞到碗裡，根据口味加入猪肝、猪腰、鸭腱、大肠、鲜鱿鱼、豆腐干等辅料，最後淋上一直在大锅裡滚开的汤料。